# 托马索·贝尔尼
托马索·贝尔尼（Tommaso Berni，1983年3月6日—），是一名意大利足球运动员，司职守门员。

## 俱乐部生涯
贝尔尼出自家乡球队佛罗伦萨青训体系，之后转投国际米兰青年队。2001年，他前往英格兰加盟温布尔顿。2003年夏季，他和意大利足球乙级联赛球队特尔纳纳签约，并获得主力门将的位置。
2006年夏季，在特尔纳纳降级后，贝尔尼加盟意大利足球甲级联赛俱乐部拉齐奥。2007年5月20日，他在2006/07赛季第27轮上演意甲联赛首秀，不过他一直是球队的第三门将，2008年夏季在胡安·卡里索加盟球队后，他于2009年2月被租借到意乙球队沙勒尼塔納。
2011年6月29日，贝尔尼自由转会加盟葡萄牙足球超级联赛球队布拉加。 不过他依然未能获得主力门将的位置，2012年8月24日，他回到意大利，和桑普多利亚签约。 一个赛季后，他又转投另一支意甲球队都灵。
2014年7月，他和国际米兰签约一年，回归球队。